# 109 (tal)
109 ((et) hundred(e) (og) ni) er det naturlige tal som følger 108 og leder op til 110.

## I matematikken
109 er det 29. primtal. Det forrige primtal i rækken er 107, hvilket vil sige at begge tal er primtalstvillinger . 109 er det største primtal af primtalsfirlingerne {101, 103, 107, 109}.
109 er desuden et af de første centrerede trekanttal, der opstår af formlen:
{\displaystyle {3n^{2}+3n+2 \over 2}}.
Dette vil sige at man efter nedenstående mønster, vil kunne danne en trekant med 109 prikker, når n = 9.
De første ti centrerede trekanttal er:
1, 4, 10, 19, 31, 46, 64, 85, 109 og 136.

## I fysikken
109 er atomnummeret på stoffet Meitnerium, opkaldt efter Lise Meitner.